# Alfred Bruneau
Louis Charles Bonaventure Alfred Bruneau (Parigi, 3 marzo 1857 – Parigi, 15 giugno 1934) è stato un compositore francese che svolse un ruolo chiave nell'introduzione del realismo nell'opera francese.

## Biografia
Nato a Parigi, Bruneau studiò violoncello da giovane al Conservatorio di Parigi e suonò nell'orchestra Pasdeloup. Ben presto iniziò a comporre, scrivendo una cantata, Geneviève de Paris, ancora giovane. Nel 1884 fu eseguita la sua Ouverture heroique, seguita dalle sinfonie corali Léda (1884) e La Belle au bois dormant (1886). Nel 1887 produsse la sua prima opera, Kérim.
L'anno successivo Bruneau incontrò Émile Zola, avviando una collaborazione tra i due uomini che durerà due decenni. L'opera Le Rêve di Bruneau del 1891 era basata sull'omonima storia di Zola e negli anni a venire Zola avrebbe fornito il soggetto per molte delle opere di Bruneau, tra cui L'attaque du moulin (1893). Lo stesso Zola scrisse i libretti per le opere Messidor (1897) e L'Ouragan (1901). Altre opere influenzate da Zola includono L'Enfant roi (1905), Naïs Micoulin (1907), Les Quatres journées (1916) e Lazare (prodotta postuma nel 1954). Altre opere liriche di Bruneau contenevano temi di Hans Christian Andersen (Le Jardin du Paris nel 1923) e Victor Hugo (Angelo, tyran de Padoue nel 1928). Le opere orchestrali di Bruneau mostrano l'influenza di Wagner. Altre sue opere comprendono il suo Requiem (1888) e due raccolte di canzoni, Lieds de France e Chansons à danser.
Bruneau è stato decorato con la Legion d'onore nel 1895. Morì a Parigi.